# JCreator

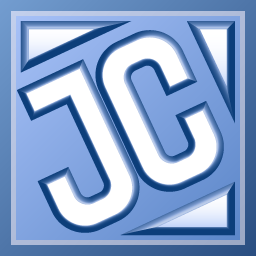
Logo de JCreator

JCreator est un environnement de développement intégré pour Java dont l'interface est proche de celle de Visual Studio.